# Josef Istler
Josef Istler (21. prosince 1919, Praha – 19. června 2000, Praha) byl jedním z nejvýznamnějších českých malířů, hlásících se k surrealismu. Koncem 30. let 20. století soukromě studoval v Jugoslávii malbu u německého malíře Waltra Höffnera.

## Život
Po druhé světové válce se stal členem Spolku výtvarných umělců Mánes. V letech 1945–47 se účastnil akcí Skupiny Ra. V letech 1947–48 spolupracoval s Vratislavem Effenbergerem na filmu Nástin studie o zlomku skutečnosti (v produkci Čs. filmového ústavu Praha). V roce se podílel na surrealistických sbornících Znamení zvěrokruhu, v letech 1953–62 na pracovních albech Objekty 1-5. V letech 1950–52 výtvarně spolupracoval na „černých fraškách“ Vratislava Effenbergera a Karla Hynka.Spolupracoval s Lyrou Pragensis, kde ilustroval bibliofilie, vydal lepty,velké grafické listy i exlibris.
Jeho dcera Clara Istlerová (narozena 11. prosince 1944) je grafička se zaměřením na typografii, knižní, časopiseckou a propagační grafiku a autorka filmových plakátů.

## Výstavy
Samostatně vystavoval v r. 1945 v brněnské Mansardě, v r. 1946 v Praze v Topičově salonu a grafiku v Mazáčově grafickém kabinetu, v r. 1947 v Topičově salonu, v r. 1965 cyklus litografií Hlavy v Ústí nad Orlicí, v r. 1966 soubor monotypů Insinuace v Galerii na Karlově náměstí v Praze a grafiku z let 1942–65 v Domě pánů z Kunštátu v Brně. Po roce 1990 měl řadu samostatných výstav a pravidelně se účastnil také výstav Spolku výtvarných umělců Mánes.
Dílo Josefa Istlera je dnes zastoupeno v mnoha soukromých i státních sbírkách nejen v České republice, ale i v cizině (Londýn, Paříž, Berlín, Bochum, Amsterdam, Stockholm, Ženeva).